# Tya Jané Ramey
Tya Jané La Shon Ramey (sinh ngày 15 tháng 12 năm 1997) là một người mẫu và hoa hậu người Trinidad và Tobago, cô đã giành chiến thắng tại Hoa hậu Hoàn vũ Trinidad và Tobago 2022 và đại diện cho đất nước tại cuộc thi Hoa hậu Hoàn vũ 2022. Cô lọt vào Top 16 chung cuộc, trở thành người Trinidad và Tobago đầu tiên đăng quang Hoa hậu Hoàn vũ sau 16 năm, khi Kenisha Thom lọt vào Top 10 tại Hoa hậu Hoàn vũ 2006. Trước đó, cô đăng quang Hoa hậu Trinidad và Tobago 2019 và đại diện cho Trinidad và Tobago tại Hoa hậu Thế giới 2019. Cô lọt vào Top 40 chung cuộc với giải phụ Hoa hậu Thế giới Caribbean.

## Các cuộc thi sắc đẹp

### Hoa hậu Trinidad và Tobago 2019
Ngày 16 tháng 6 năm 2019, Ramey đại diện cho Five Rivers tại cuộc thi Hoa hậu Trinidad và Tobago 2019 tại nhà hát Naparima Bowl ở San Fernando và giành được danh hiệu cao nhất.

### Hoa hậu Thế giới 2019
Ngày 14 tháng 12 năm 2019, Ramey đại diện cho Trinidad và Tobago tại Hoa hậu Thế giới 2019 và tranh tài với 110 ứng cử viên khác tại ExCeL London ở London, Vương quốc Anh. Cô lọt vào Top 40 và đăng quang Hoa hậu Thế giới Caribbean 2019.

### Hoa hậu Hoàn vũ Trinidad và Tobago 2022
Vào ngày 11 tháng 9 năm 2022, Ramey đại diện cho Arouca tại Hoa hậu Hoàn vũ Trinidad và Tobago 2022 và tranh tài với 24 ứng cử viên khác tại nhà hát Queen's Hall, Port of Spain, Trinidad và Tobago. Cô đã giành được danh hiệu và được kế vị bởi Yvonne Clarke.

### Hoa hậu Hoàn vũ 2022
Ramey đã đại diện cho Trinidad và Tobago tham dự cuộc thi Hoa hậu Hoàn vũ 2022 tại  Trung tâm Hội nghị New Orleans Morial, New Orleans, Louisiana, Hoa Kỳ vào ngày 13 tháng 1 năm 2022. Vào đêm chung kết của cuộc thi, cô lọt vào Top 16.